# Rutaceae
Las rutáceas (Rutaceae) son una familia de plantas angiospermas perteneciente al orden Sapindales. Agrupa alrededor de 160 géneros y 1600 especies.

## Características
Plantas leñosas o raramente herbáceas, provistas de glándulas secretoras oleíferas. Hojas alternas u opuestas, simples o compuestas, sin estípulas, a veces con espinas axilares. Flores generalmente hermafroditas, actinomorfas o zigomorfas, pentámeras o tetrámeras, con piezas libres o soldadas en la base; androceo con un número variable de estambres, a menudo el mismo o el doble que el de pétalos, con disco nectarífero carnoso intraestaminal; gineceo súpero o semiínfero, pluricarpelar, generalmente sincárpico y plurilocular. Inflorescencias diversas. Frutos en cápsula, polifolículo, hesperidio, drupa o sámara.
Tiene las siguientes subfamilias: Citroideae, Dictyolomatoideae, Flindersioideae, Rutoideae, Spathelioideae, Toddalioideae. En total son unas 1600 especies, de las cuales la mayoría crecen en países tropicales y subtropicales.

## Algunas especies
- Balfourodendron

Balfourodendron riedelianum, guatambú, excelente árbol maderable.
- Casimiroa

Casimiroa edulis, zapote mexicano.
- Citrus

Citrus aurantium L. variedad amara, naranjo amargo; esta especie como la mayoría de las del género Citrus es usada en confituras, mermeladas y dulces, y como ornamental;
Citrus reticulata Blanco., mandarino;
Citrus limon (L.) Burm., limonero;
Citrus medica L., cidro, poncil, limón francés o toronja;
Citrus paradisi Macfad., pomelo;
Citrus sinensis L. naranjo;
Citrus aurantifolia (Christm.) Swingle, limero;
Citrus nobilis Blanco., mandarino;
Citrus grandis (L.) Burm., pampelmusa;
Citrus limetta Risso, limero.
- Dictamnus

Dictamnus albus L., díctamo;
Dictamus hispanicus Terragullo, gama.
- Esenbeckia

Esenbeckia vazquezii Esenbeckia vazquezii Ramos et E. Martínez.
- Fagara

Zanthoxylum schreberi Bosúa, bosuga, paneque.
- Galipea

Galipea cusparia Angostura, cuspa, galipea o chuspa. Corola soldada, corteza del fruto usada como aromatizante: angostura.
- Haplophyllum

Haplophyllum linifolium (L.) G.Don Ruda macho.
- Murraya

Murraya koenigii Curry;
Murraya paniculata Murraya.
- Ruta

Ruta angustifolia Pers., pétalos laciniados;
Ruta chalepensis L., pétalos laciniados;
Ruta graveolens;
R. montana (L.) L., pétalos de borde entero.
- Zanthoxylum

Zanthoxylum americanum Fresno espinoso;
Zantoxylum piperitum Pimienta japonesa;
Zantoxylum gilletii Pimienta china.